# کروبیتسا
کروبیتسا (به لهستانی:  Krobica) یک روستا در لهستان است که در گمینا میرسک واقع شده‌است.
 کروبیتسا  ۳۶۰ نفر جمعیت دارد.